# Треска (медицина)
Вижте пояснителната страница за други значения на треска.
Треска е медицински симптом, включващ висока телесна температура и ускорен пулс.

## Характеристика
Треската е типична приспособителна реакция на топлокръвните животни и човека, изработена в процеса на еволюционното развитие, предизвикана от действието на високомолекулярни вещества, предимно от инфекционен произход. Тя се характеризира с покачване на температурата и с нарушение на терморегулацията.
Треската се дължи на възбуждане на терморегулационния център (в хипоталамуса) от пирогенните вещества. В резултат на това се увеличава топлопродукцията и намалява топлоотдаването.